# アメリカ合衆国商務省マイノリティ企業開発局
アメリカ合衆国マイノリティ企業開発局（アメリカがっしゅうこくマイノリティきぎょうかいはつきょく、英：Minority Business Development Agency, MBDA）は、アメリカ合衆国のマイノリティが所有する企業の成長と競争力を増進させるアメリカ合衆国商務省の一機関である。現在の局長は、ディビット・ヒンソンである。
MBDAの公表された使命は、「公的あるいは民間の借財や株式による資金調達、市場機会、経営管理と事業の情報への接近の道を提供すること、公的あるいは民間の資源を調整して投資させること、戦略的協力を促進することによって、マイノリティが所有する企業の成長と競争力を積極的に増進させる」ことである。

## 歴史
1965年3月5日、リチャード・ニクソンが大統領令11458を書き、マイノリティ企業局が設立された。1979年、この機関はマイノリティ企業開発局と改名された。